# Ugolino Vivaldi
«Уголіно Вівальді» (італ. Ugolino Vivaldi) — військовий корабель, крейсер-скаут, потім ескадрений міноносець типу «Навігаторі» Королівських ВМС Італії за часів Другої світової війни.

## Історія створення
«Уголіно Вівальді» був закладений 16 травня 1927 року на верфі «Cantiere navale di Sestri Ponente». Спущений на воду 9 січня 1929 року. Вступив у стрій 6 березня 1930 року. Свою назву отримав на честь генуезького мореплавця XIII століття Уголіно Вівальді, дослідника африканського узбережжя.